# Joe Roebuck
Joseph 'Joe' Roebuck (ur. 5 czerwca 1985 w Rotherham) – brytyjski pływak, specjalizujący się głównie w stylu zmiennym oraz w stylu motylkowym. 
Brązowy medalista mistrzostw Europy z Budapesztu na dystansie 200 m stylem zmiennym oraz brązowy medalista mistrzostw Europy na krótkim basenie ze Szczecina na 200 m motylkiem.
Uczestnik Igrzysk Olimpijskich z Londynu na 200 m stylem motylkowym oraz na 200 i 400 m stylem zmiennym (24. miejsce).